# Future Medium-Size Tactical Cargo
Future Medium-Size Tactical Cargo (FMTC; dt. etwa: Zukünftige mittelgroße taktische Luftfracht) ist ein französisch-deutsch-schwedisches PESCO-Projekt zur Entwicklung und Produktion eines mittelgroßen militärischen Transportflugzeugs. Das aus dem FMTC-Projekt hervorgehende Transportflugzeug soll die Lockheed C-130 Hercules und CASA CN-235 ablösen und den Airbus A400M bezüglich der Transportkapazität nach unten hin ergänzen.
Am 23. Juni 2022 unterzeichneten militärische Vertreter Frankreichs, Deutschlands und Schwedens auf dem französischen Militärflugplatz Orléans-Bricy das Abkommen zum Start des FMTC-Projekts. Das unterzeichnete Abkommen beauftragt u. a. die folgenden Projektteile:
- Festlegung des Designs und der Spezifikationen des Transportflugzeugs.
- Machbarkeitsstudien zur industriellen Produktion des Transportflugzeugs.

Das Projekt wird derzeit von Frankreich koordiniert und die Finanzierung des Projekts erfolgt durch den Europäischen Verteidigungsfonds (Ausschreibung bis 24. November 2022).
Daran anschließend soll ab 2026/2027 mit der Entwicklung begonnen werden, so dass die ersten Exemplare des Flugzeugs ab 2040 an die Besteller übergeben werden können.